# Uromyces halstedii
Uromyces halstedii ist eine Ständerpilzart aus der Ordnung der Rostpilze (Pucciniales). Der Pilz ist ein Endoparasit von Waldlilien sowie von Brachyelytrum- und Leersia-Süßgräsern. Symptome des Befalls durch die Art sind Rostflecken und Pusteln auf den Blattoberflächen der Wirtspflanzen. Sie ist in Ostasien und Nordamerika verbreitet.

## Merkmale

### Makroskopische Merkmale
Uromyces halstedii ist mit bloßem Auge nur anhand der auf der Oberfläche des Wirtes hervortretenden Sporenlager zu erkennen. Sie wachsen in Nestern, die als gelbliche bis braune Flecken und Pusteln auf den Blattoberflächen erscheinen.

### Mikroskopische Merkmale
Das Myzel von Uromyces halstedii wächst wie bei allen Uromyces-Arten interzellulär und bildet Saugfäden, die in das Speichergewebe des Wirtes wachsen. Die zylindrischen Aecien der Art besitzen 20–24 × 19–22 µm große, hyaline Aeciosporen mit warziger Oberfläche. Die gelbbraunen Uredien des Pilzes wachsen beidseitig auf den Wirtsblättern und haben kopfige Paraphysen. Ihre gelblichen bis zimtbraunen Uredosporen sind 22–26 × 16–21 µm groß, eiförmig bis breitellipsoid und stachelwarzig. Die beidseitig wachsenden Telien der Art sind schwarzbraun, pulverig, kompakt und früh offenliegend. Die dunkel goldenen bis kastanienbraunen Teliosporen sind einzellig, meist keilförmig, an der Spitze gefingert und 24–30 × 15–24 µm groß. Ihre Stiele sind braun und bis zu 50 µm lang.

## Verbreitung
Das bekannte Verbreitungsgebiet von Uromyces halstedii umfasst Japan, die USA und Kanada.

## Ökologie
Die Wirtspflanzen von Uromyces halstedii sind für den Haplonten Waldlilien (Trillium spp.) sowie Brachyelytrum erectum, Leersia oryzoides, L. sayanuka und L. virginica für den Dikaryonten. Der Pilz ernährt sich von den im Speichergewebe der Pflanzen vorhandenen Nährstoffen, seine Sporenlager brechen später durch die Blattoberfläche und setzen Sporen frei. Die Art verfügt über einen Entwicklungszyklus mit Spermogonien, Aecien, Telien und Uredien und vollzieht einen Wirtswechsel.